# مدوشواتس (نیش)
مدوشواتس (به صربی: Medoševac) یک منطقهٔ مسکونی در صربستان است که در نیش واقع شده‌است. مدوشواتس ۲٬۶۷۴ نفر جمعیت دارد.